# Kanons von Joseph Haydn
Die Kanons von Joseph Haydn sind mehrstimmige Vokalwerke, die wie die Kanons Wolfgang Amadeus Mozarts als sehr kunstvoll gelten. Die geistlichen und weltlichen Kanons sind als Nr. 27 (XXVII) im Hoboken-Verzeichnis (Hob.) klassifiziert:
- Die Heiligen 10 Gebote (Hob 27a/1-10),
- Die Weltlichen Kanons (Hob 27b/1-46).

Bis auf einige wenige Werke ist nicht bekannt, unter welchen Umständen sie komponiert wurden, aber es wird angenommen, dass die meisten um 1790 entstanden sind. Die Kanons der Heiligen 10 Gebote wurden wahrscheinlich zwischen 1791 und 1795 verfasst, während seiner Zeit in London. Haydn verfasste seine Kanons hauptsächlich über deutsche, aber auch einige englische Texte. Diese wurden zu Haydns Lebzeiten nicht veröffentlicht, sondern sollen in seinen letzten Lebensjahren in seinem Wohnzimmer im Rahmen aufgehängt worden sein.
Als sein vielleicht bekanntester Kanon gilt der gleich in zwei Fassungen überlieferte Kanon Das böse Weib.

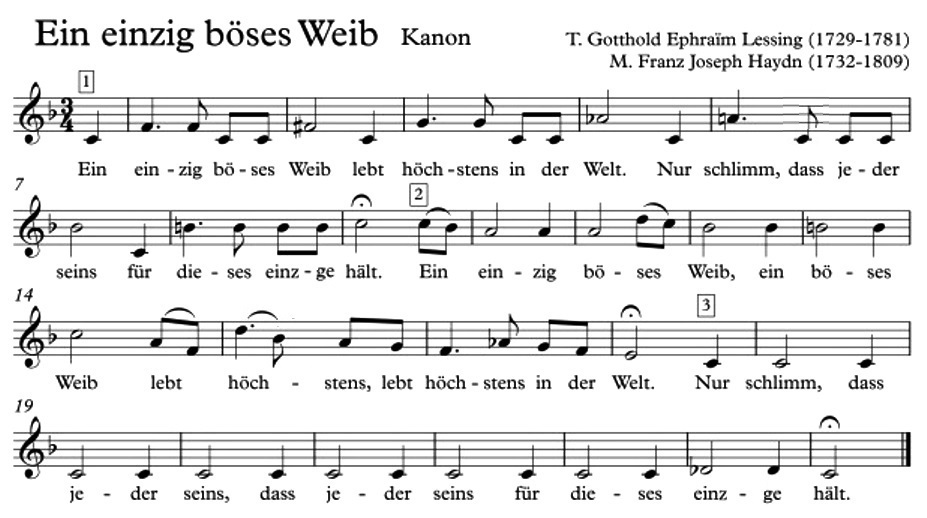
Das böse Weib

## Übersicht
Quelle: Die Angaben zu den Tonarten in der folgenden Übersicht erfolgten durchweg nach IMSLP.

### Die Heiligen 10 Gebote
| Hob.-Nr.  | Tonart | Stimmen     | Text                                                                                  |
| --------- | ------ | ----------- | ------------------------------------------------------------------------------------- |
| XXVIIa:1  | C      | dreistimmig | Du sollst an einen Gott glauben.                                                      |
| XXVIIa:2  | G      | vierstimmig | Du sollst den Namen Gottes nicht eitel nennen.                                        |
| XXVIIa:3  | B      | vierstimmig | Du sollst Sonn- und Feiertag heiligen.                                                |
| XXVIIa:4  | Es     | vierstimmig | Du sollst Vater und Mutter verehren, auf daß du lang lebst, und dir wohlgeh auf Erde. |
| XXVIIa:5  | B      | vierstimmig | Du sollst nicht töten.                                                                |
| XXVIIa:6  | C      | fünfstimmig | Du sollst nicht Unkeuschheit treiben.                                                 |
| XXVIIa:7  | a      | fünfstimmig | Du sollst nicht stehlen.                                                              |
| XXVIIa:8  | E      | vierstimmig | Du sollst kein falsch Zeugnis geben.                                                  |
| XXVIIa:9  | C      | vierstimmig | Du sollst nicht begehren deines Nächsten Weib.                                        |
| XXVIIa:10 | As     | vierstimmig | Du sollst nicht begehren deines Nächtens Gut.                                         |

### Weltliche Kanons
| Hob.-Nr.     | Titel                                                     | Tonart | Stimmen       | Textdichter                                   | Text | Anm.                                                                     |
| ------------ | --------------------------------------------------------- | ------ | ------------- | --------------------------------------------- | --- | ------------------------------------------------------------------------ |
| XXVIIb:1     | Hilar in Narziß                                           | G      | dreistimmig   | F. v. Hagedorn                                | O stelle dich, Narziß, doch morgen bei mir ein! Mein großer Spiegel soll für dich zuhause sein. |                                                                          |
| XXVIIb:2     | Auf einen adeligen Dummkopf                               | Es     | dreistimmig   | G. E. Lessing                                 | Das nenn’ ich einen Edelmann: sein Ururururälterahn war älter einen Tag als unser aller Ahn. |                                                                          |
| XXVIIb:3     | Der Schuster bleib bei seinem Leist                       | F      | achtstimmig   | K. v. Eckartshausen                           | Ein jeder bleib’ bei seinem Stand: der Schuster mache Schuh’ fürs Land, er denke, wie das Sprichwort heißt: ein jeder bleib bei seinem Leist!                                                                |                                                                          |
| XXVIIb:4     | Herr von Gänsewitz zu seinem Kammerdiener                 | c      | vierstimmig   | G. A. Bürger                                  | Befehlt doch draußen still zu schweigen, ich muß jetzt meinen Namen schreiben. |                                                                          |
| XXVIIb:5     | An den Marull                                             | F      | fünfstimmig   | G. E. Lessing                                 | Groß willst du und auch artig sein? Marull, was artig ist, ist klein. |                                                                          |
| XXVIIb:6     | Die Mutter an ihr Kind in der Wiege                       | Es     | dreistimmig   | unbekannter Dichter (vielleicht Haydn selbst) | Höre, Mädchen, meine Bitte! Heil’ge Tugend leite dich, leite deines Lebens Schritte, o liebes Mädchen. |                                                                          |
| XXVIIb:7     | Der Menschenfreund                                        | Es     | vierstimmig   | Ch. F. Gellert                                | Oh, wollte doch der Mensch des Menschen Schutz geist sein, so wär’ das meiste Weh noch unbekannte Pein! |                                                                          |
| XXVIIb:8     | Gottes Macht und Vorsehung                                | G      | dreistimmig   | Ch. F. Gellert                                | Ist Gott mein Schutz, will Gott mein Retter werden, so frag’ ich nichts nach Himmel und nach Erde, und biete selbst der Hölle Trutz.                                                                         |                                                                          |
| XXVIIb:9     | An Dorilis                                                | F      | vierstimmig   | K. F. Kretschmann                             | Wie grausam, Dorilis, bestrafst du meinen Scherz! Ich nahm dir einen Kuß, und du nahmst mir das Herz! |                                                                          |
| XXVIIb:10    | Vixi                                                      | B      | dreistimmig   | Horaz                                         | Ille potens sui laetusque deget, cui licet in diem dixisse: Vixi! |                                                                          |
| XXVIIb:11    | Der Kobold                                                | Es     | vierstimmig   | M. G. Lichtwer                                | Du, merke dir die Lehre: wer Tier’ als Menschen liebt, der scheint kein Mensch zu sein. |                                                                          |
| XXVIIb:12    | Der Fuchs und der Marder                                  | a      | vierstimmig   | M. G. Lichtwer                                | Wer Schwache leiten will, der sei von aller Schwachheit selber frei. |                                                                          |
| XXVIIb:13    | Abschied                                                  | B      | fünfstimmig   | unbekannter Dichter (vielleicht Haydn selbst) | Kenne Gott, die Welt und dich, liebster Freund, und denk an mich. |                                                                          |
| XXVIIb:14    | Die Hofstellungen                                         | h      | dreistimmig   | F. v. Logau                                   | Es stecket Ja im linken, im rechten Backen Nein. Ja–Nein! dies pflegt bei Hofe allzeit vermischt zu sein. |                                                                          |
| XXVIIb:15    | Aus Nichts wird Nichts (Nichts gewonnen, nichts verloren) | C      | fünfstimmig   | M. Richey                                     | Nackt war ich zur Welt geboren, nackt scharrt man ins Grab mich ein, also hab’ ich durch mein Sein nichts gewonnen, nichts verloren.                                                                         |                                                                          |
| XXVIIb:16    | Cacatum non est pictum                                    | A      | vierstimmig   | G. A. Bürger                                  | Beherzigt doch das Diktum: cacatum non est pictum. |                                                                          |
| XXVIIb:17    | Tre cose                                                  | Es     | dreistimmig   | G. A. Federico                                | Aspettare e non venire, ben servire e non gradire, star in letto e non dormire, son tre cose da morire. | Aus Pergolesis Opera buffa La serva padrona                              |
| XXVIIb:18    | Vergebliches Glück                                        | A      | zweistimmig   | unbekannt                                     | Es ist umsonst, daß dir das Glück gewogen ist, wenn du nicht selbst erkennst, wie sehr du glücklich bist. |                                                                          |
| XXVIIb:19    | Grabschrift                                               | g      | vierstimmig   | P. W. Hensler                                 | Hier liegt Hans Lau mit seiner Frau, Ein Hahnrei war Hans Lau, was war denn, was war seine Frau? |                                                                          |
| XXVIIb:20    | Das Reitpferd                                             | Es     | dreistimmig   | M. G. Lichtwer                                | Wie manche schliefen hier mit Ehren, wenn sie zu früh gestorben wären? |                                                                          |
| XXVIIb:21    | Tod und Schlaf                                            | As     | vierstimmig   | F. v. Logau                                   | Tod ist ein langer Schlaf, Schlaf ist ein kurzer Tod. Die Not, die lindert er und jener tilgt die Not. |                                                                          |
| XXVIIb:22    | An einen Geizigen                                         | D      | dreistimmig   | G. E. Lessing                                 | Ich dich beneiden? Tor! Erspar, ererb, erwirb, hab alles, brauche nichts, laß alles hier und stirb. |                                                                          |
| XXVIIb:23    | Das böse Weib                                             | G      | dreistimmig   | G. E. Lessing                                 | Ein einzig böses Weib lebt höchstens in der Welt. Nur schlimm, daß jeder sein’s für dieses einz’ge hält. | Es gibt zwei Fassungen des Kanons.                                       |
| XXVIIb:23bis | Das böse Weib                                             | a      | zweistimmig   | G. E. Lessing                                 | Ein einzig böses Weib lebt höchstens in der Welt. Nur schlimm, daß jeder sein’s für dieses einz’ge hält. |                                                                          |
| XXVIIb:24    | Der Verlust                                               | E      | dreistimmig   | G. E. Lessing                                 | Alles ging für mich verloren, als ich Sylvien verlor. Du nur gingst nicht mit verloren, Liebe! da ich sie verlor.                                                                                            |                                                                          |
| XXVIIb:25    | Der Freigeist                                             | G      | dreistimmig   | unbekannter Dichter (vielleicht Haydn selbst) | Fliehe, wenn dein Wohl dir heilig ist, fliehe, o Jugend, den Freigeist! |                                                                          |
| XXVIIb:26    | Der Liebe, der Feinde                                     | A      | zweistimmig   | Ch. F. Gellert                                | Nie will ich dem zu Schaden suchen, der mir zu Schaden sucht. Nie will ich meinem Feinde fluchen, wenn er aus Haß mir flucht.                                                                                |                                                                          |
| XXVIIb:27    | Der Furchtsame                                            | c      | dreistimmig   | G. E. Lessing                                 | Kaum seh ich den Donner die Himmel umziehen, so flieh ich zum Keller hinein. Was meint ihr? ich suche den Donner zu fliehen? Ihr irrt euch: ich suche den Wein!                                              |                                                                          |
| XXVIIb:28    | Die Gewißheit                                             | Es     | vierstimmig   | G. E. Lessing                                 | Ob ich morgen leben werde, weiß ich freilich nicht. Aber, wenn ich morgen lebe, daß ich morgen trinken werde, weiß ich ganz gewiß.                                                                           |                                                                          |
| XXVIIb:29    | Phoebus und sein Sohn                                     | G      | vierstimmig   | M. G. Lichtwer                                | Zwischen Gott und unsern Sinnen steht die Menschheit mitten innen. Und verbirgt uns sein Licht, wir sind dunkel und Gott nicht.                                                                              |                                                                          |
| XXVIIb:30    | Die Tulipane                                              | G      | zweistimmig   | M. G. Lichtwer                                | So war der Mensch zu allen Zeiten, so ist er jung, so ist er alt: Heiß ist er gegen Kleinigkeiten, und gegen große Dinge kalt.                                                                               |                                                                          |
| XXVIIb:31    | Das größte Gut                                            | a      | dreistimmig   | unbekannter Dichter (vielleicht Haydn selbst) | Ein weises Herz und guter Mut ist unser Lebens größtes Gut. |                                                                          |
| XXVIIb:32    | Der Hirsch                                                | d      | fünfstimmig   | M. G. Lichtwer                                | Jeder prüfe seine Stärke! Eh’ du andre höhnst, so merke, ob du nicht dem Orte nahst, wo du jene straucheln sahst.                                                                                            |                                                                          |
| XXVIIb:33    | Überschrift eines Weinhauses                              | E      | fünfstimmig   | M. Opitz                                      | Wein, Bad und Liebe soll dem Leibe schädlich sein. Doch wird das Leben frisch durch Liebe, Bad und Wein. | Der Text ist lateinischen Ursprungs.                                     |
| XXVIIb:34    | Der Esel und die Dohle                                    | C      | achtstimmig   | M. G. Lichtwer                                | Ein Narr trifft allemal noch einen größern an, der ihn nicht g’nug bewundern kann. |                                                                          |
| XXVIIb:35    | Schalksnarren                                             | B      | sechsstimmig  | F. v. Logau                                   | Ein Herr, der Narren hält, der tut gar weislich dran, weil, was kein Weiser darf, ein Narr ihm sagen kann.                                                                                                   |                                                                          |
| XXVIIb:36    | Zweierlei Feinde                                          | F      | dreistimmig   | A. Andreas Tscherning                         | Dein kleinster Feind ist der, der dir von außen droht; der dir im Busen wohnt, verursacht größ’re Not. |                                                                          |
| XXVIIb:37    | Der Bäcker und die Maus                                   | d      | fünfstimmig   | M. G. Lichtwer                                | Wer leichtlich zürnt, wird leicht berückt. |                                                                          |
| XXVIIb:38    | Die Flinte und der Hase                                   | G      | fünfstimmig   | M. G. Lichtwer                                | Was hilft Gesetz, was helfen Strafen, wenn Obrigkeit und Fürsten schlafen? |                                                                          |
| XXVIIb:39    | Der Nachbar                                               | g      | fünfstimmig   | M. G. Lichtwer                                | Sehr nützlich ist uns oft ein Feind: er dient, wenn er zu schaden meint. |                                                                          |
| XXVIIb:40    | Liebe zur Kunst                                           | G      | vierstimmig   | F. v. Logau                                   | Wer Lust zu lernen hat, dem mangelt immer was, jetzt will er wissen dies und das. |                                                                          |
| XXVIIb:41    | Frag und Antwort zweier Fuhrleute; die Welt               | g      | fünfstimmig   | unbekannter Dichter (vielleicht Haydn selbst) | Geh, sag mir nur, was ist die Welt? so sag’s, was ist? O lieber Freunde, die Welt ist jetzt ein Dreck, ja, sie ist ein garst’ger Dreck. Die Welt ist jetzt gar ein stinkender Dreck. Ja, so ist’s mein Kind. |                                                                          |
| XXVIIb:42    | Der Fuchs und der Adler                                   | C      | dreistimmig   | M. G. Lichtwer                                | Je höher Stand, je mehr Gefahr. |                                                                          |
| XXVIIb:43    | Wunsch                                                    | g      | vierstimmig   | F. v. Hagedorn                                | Langweiliger Besuch macht Zeit und Zimmer enger. O Himmel, schütze mich vor jedem Müßiggänger. |                                                                          |
| XXVIIb:44    | Gott im Herzen                                            | F      | dreistimmig   | unbekannter Dichter                           | Gott im Herzen, ein gut Weibchen im Arm. Jenes macht selig, dieses g’wiß warm. |                                                                          |
| XXVIIb:45    | Turk was a faithful dog                                   | B      | vierstimmig   | V. Rauzzini                                   | Turk was a Faithful Dog, and not a man. |                                                                          |
| XXVIIb:46    | Thy voice, o Harmony, is divine                           | C      | dreistimmig   |                                               | Thy Voice O Harmony is Divine. | Geschrieben für die Verleihung des Ehrendoktorats der Universität Oxford |
| XXVIIb:47    | ohne Text                                                 | G      | siebenstimmig |                                               | |                                                                          |